# Isogamie
Isogamie (altgriechisch ἴσος ísos „gleich“, γάμος gámos „Ehe, Hochzeit“: Gleichgestelltenheirat) bezeichnet in der Ethnosoziologie eine Heiratsregel, die Eheschließungen innerhalb der gleichen sozioökonomischen Statusgruppe bevorzugt oder vorschreibt, der Partner soll aus derselben sozialen Schicht, Klasse oder Kaste kommen. In vielen sozial geschichteten Gesellschaften werden Heiratsbeziehungen innerhalb der eigenen Schicht bevorzugt. Das Gegenteil ist die anisogame Heirat („ungleich“), bei der ein Ehepartner in eine höhergestellte Kaste, Klasse oder Schicht „hinaufheiratet“.
Wie alle Heiratsregeln findet sich die Isogamie in zwei Ausprägungen:
- als Bevorzugung (präferentiell): Statusgleichheit wird nur empfohlen, Ehepartner mit unterschiedlichem Status erfahren aber keine Ablehnung oder Veränderung ihres Status;
- als Vorschrift (präskriptiv): Statusgleichheit wird verlangt als Grundbedingung einer ehelichen Verbindung.

Isogame Heiratsregeln sind einerseits inwärts gerichtet (endogam), da der Ehepartner in derselben Statusgruppe oder sozialen Schicht gesucht wird oder werden soll. Andererseits wirken sie zusammen mit auswärts gerichteten (exogamen) Regeln, beispielsweise soll der Ehepartner grundsätzlich einer anderen Großfamilie, Abstammungsgruppe oder Erblinie angehören. Darüber hinaus besteht zumeist die endogame Regel, nur innerhalb der eigenen religiösen oder ethnischen Gemeinschaft zu heiraten.
Von der isogamen Regel einer sozialen Gruppe kann ihre tatsächliche Heiratspraxis abweichen, und umgekehrt kann sich bei Gemeinschaften ein isogames Heiratsverhalten finden, obwohl sie keine entsprechenden moralischen, religiösen oder rechtlichen Heiratsregeln haben.